# يومي أوميأوكا
يومي أوميأوكا (梅岡 由美)، هو لاعب كرة قدم. ولعبت مع منتخب اليابان لكرة القدم للسيدات.